# Schilcherland DAC
Schilcherland DAC es una región vinícola oficial en Austria. Es la décima región vitivinícola específica del DAC, y anteriormente se conocía como Weststeiermark. Blauer Wildbacher, una variedad de vino tinto, se utiliza para elaborar un vino rosado llamado Schilcher. El Schilcherland DAC Klassik debe vinificarse en seco y debe tener un contenido de alcohol mínimo del 11% y un contenido de alcohol máximo del 12%. Schilcherland DAC Klassik puede tener un máximo de 3 g/L de azúcar residual; a Schilcherland DAC con indicación de un único viñedo/sitio de cru se le permite hasta 4 g/L de azúcar residual.